# Caryomyia levicrustum
Caryomyia levicrustum är en tvåvingeart som beskrevs av Gagne 2008. Caryomyia levicrustum ingår i släktet Caryomyia och familjen gallmyggor. Inga underarter finns listade i Catalogue of Life.